# Mount Seebeck
Mount Seebeck ist ein Berg in der antarktischen Ross Dependency. In den Tapley Mountains ragt er unmittelbar am Kopfende des Roe-Gletschers auf.
Der United States Geological Survey kartierte ihn anhand eigener Vermessungen und Luftaufnahmen der United States Navy aus den Jahren von 1960 bis 1964. Das Advisory Committee on Antarctic Names benannte ihn im Jahr 1967 nach Richard L. Seebeck, Ingenieur auf der McMurdo-Station im antarktischen Winter 1962.